# Anthaxia dahoi
Anthaxia dahoi es una especie de escarabajo del género Anthaxia, familia Buprestidae. Fue descrita científicamente por Baudon en 1966.